# Arrondissement Wakken
Arrondissement Wakken (nizozemsky: Arrondissement Wakken) byl krátce existující arrondissement (okres) v dnešní provincii Západní Flandry v Belgii. Vznikl roku 1818 a zanikl roku 1823.